# Gaudencja Glaw
Gaudencja Glaw CSC (właśc. Maria Glaw, ur. 2 października 1844 w Braniewie, zm. 8 maja 1910 w São Paulo) – zakonnica ze Zgromadzenia Sióstr św. Katarzyny Dziewicy i Męczennicy w Braniewie, w latach 1889–1895 oraz 1897–1904 przełożona generalna Zgromadzenia Sióstr Świętej Katarzyny Dziewicy i Męczennicy, organizatorka misji zagranicznych sióstr m.in. w Anglii i Ameryce Południowej.

## Życiorys

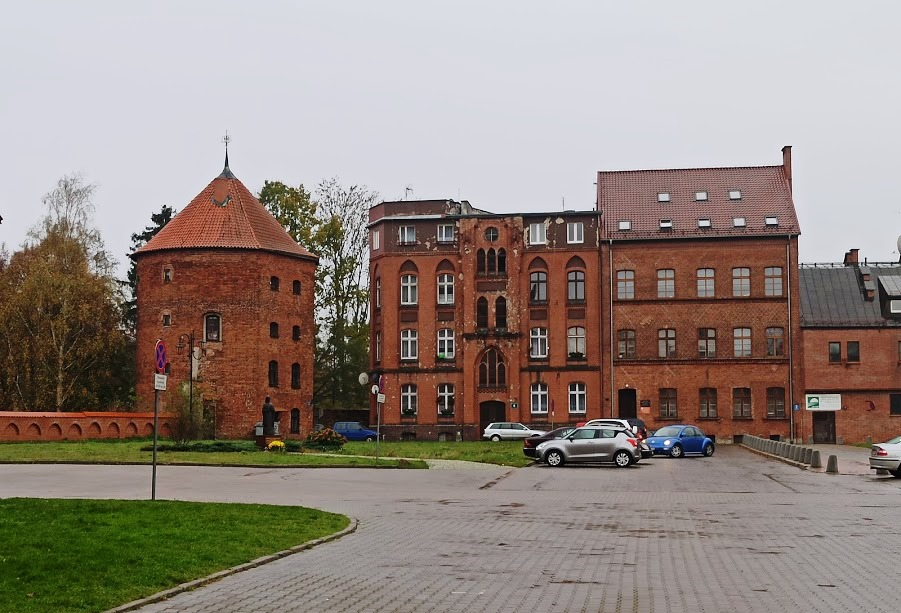
Budynek nowicjatu (nieco niższy) dobudowany w latach 1895–1896 do budynku sierocińca przy ul. Klasztornej

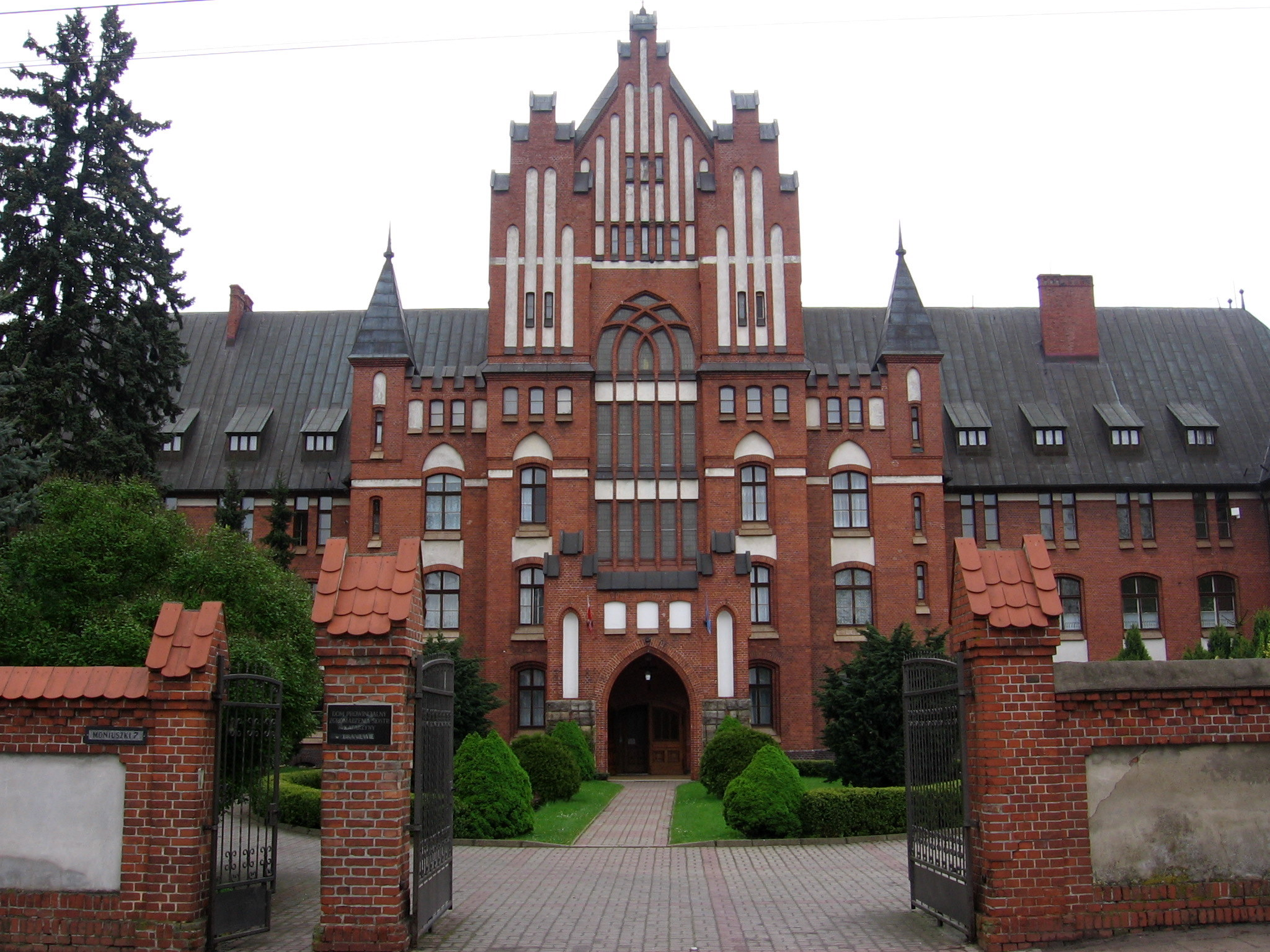
Nowy dom prowincjalny zgromadzenia w Braniewie, wzniesiony w latach 1904–1906 z inicjatywy matki Gaudencji Glaw

Gaudencja Glaw urodziła się 2 października 1844 w Braniewie. Na chrzcie św. otrzymała imię Maria. Ojciec jej był nauczycielem. Pochodziła z głęboko religijnej rodziny, z której aż pięcioro dzieci poświęciło się służbie Bożej. Maria oraz jej młodsza siostra Elisabeth wstąpiły do Zgromadzenia Sióstr św. Katarzyny, dwie kolejne siostry do innych zgromadzeń zakonnych (benedyktynek i salezjanek), jedyny brat został księdzem. Siostra Gaudencja, po ukończeniu Seminarium Nauczycielskiego w Braniewie, w 1862 roku, w wieku 18 lat, wstąpiła do zgromadzenia sióstr katarzynek, które trzy wieki wcześniej założyła tu właśnie w Braniewie Regina Protmann. Dnia 21 listopada 1865 Maria Glaw złożyła śluby zakonne i przyjęła imię zakonne Gaudencja (Gaudentia). Od razu, gdyż posiadała już wykształcenie nauczycielskie, rozpoczęła pracę jako nauczycielka w szkołach dla dziewcząt i pozostawała w tej posłudze aż do czasów kulturkampfu. Najpierw uczyła w szkole w Jezioranach, a w 1870 wraz z siostrą Benedictą Dehling wyjechała do Królewca, gdzie założyły pierwszą szkołę zakonu poza granicami Warmii.
W okresie kulturkampfu, w 1877, siostry musiały opuścić szkołę w Królewcu. Na ich miejsce zostały przyjęte nauczycielki świeckie (w rzeczywistości były nimi dwie nowicjuszki ze zgromadzenia katarzynek noszące ubrania świeckie).
Gaudencja Glaw w latach 1881–1889 była mistrzynią nowicjatu, a w latach 1889–1895 oraz 1897–1904 sprawowała urząd przełożonej generalnej zgromadzenia. Były to trudne czasy kulturkampfu. W latach 1873–1877 uległo likwidacji 15 szkół stopnia podstawowego (Elementarschule) i szkoła średnia w Reszlu (Höhere Tochterschule), w których naukę pobierało łącznie ponad 4,5 tysiąca dziewcząt. Szkoły zostały przejęte przez władze pruskie, które zatrudniły w ich miejsce nauczycieli świeckich. Siostry pozostały bez środków do życia, trzeba było pilnie znaleźć jakieś wyjście. Dlatego w 1896 matka Gaudencja wraz z 5 lub 6 pierwszymi siostrami wyrusza do Anglii i pracuje z nimi przez cały rok w parafii Pojednania w Liverpoolu, aby pomóc siostrom wdrożyć w nowej służbie podjętej przez zgromadzenie (opieka medyczna i działalność misyjna). Po niespodziewanej śmierci przełożonej generalnej Adelheid Keuchel w lutym 1897 roku, powróciła do Braniewa. 30 czerwca tegoż roku matka Gaudencja została ponownie wybrana przełożoną generalną zgromadzenia, ale już wiosną 1897 roku, po uzgodnieniu z biskupem Thielem, podjęła decyzję o wysłaniu sióstr do pracy w Brazylii. W 1902 podjęła też współpracę z królewieckim proboszczem Janem Szadowskim w celu utworzenia ponownie misji zakonnej w Królewcu. Wieloletnie starania o sprowadzenie do Królewca sióstr z Braniewa, w celu opieki i edukacji młodych dziewcząt, zakończyły się sukcesem. Po uzyskaniu aprobaty i zezwoleń władz duchownych i świeckich 23 kwietnia 1904 utworzona została w Królewcu przy ul. Oberhaberberg placówka sióstr katarzynek. Powstało hospicjum dla bezdomnych dziewcząt, a następnie szkoła gospodarstwa domowego.
Staraniem matki Gaudencji Glaw w latach 1895–1896 został wybudowany w Braniewie przy ul. Klasztornej (współcześnie ul. bł. Reginy Protmann) nowy dom formacyjny dla stale rosnącej liczby dziewcząt chcących wstąpić do zgromadzenia. Potrzeba stała się szczególnie widoczna po objęciu przez siostry katarzynki działalności poza granicami: w 1896 w Anglii oraz w 1897 w Brazylii. Do braniewskiego postulatu wstępowało wówczas rocznie ponad 30 kandydatek. Wkrótce i ten, nowo wybudowany dom, okazał się za mały dla dwóch stopni formacyjnych: postulatu i nowicjatu. Wówczas matka Gaudencja podjęła wraz z ówczesnym zarządem generalnym zgromadzenia decyzję o wybudowaniu nowego gmachu klasztoru „Regina Coeli” przy Rodelshöfer Straße (ul. Moniuszki). Pomimo że 26 maja 1904 roku zakończyło się jej urzędowanie na stanowisku przełożonej generalnej, przez cały czas budowy nowego klasztoru energicznie pomagała swojej następczyni, matce Angelice Kurzbach, w doprowadzeniu do końca tego potężnego i kosztownego zamierzenia. Nowy dom prowincjalny „Regina Coeli” został ukończony i poświęcony 26 czerwca 1906 roku przez biskupa Andreasa Thiela.
22 lutego 1909 roku matka Gaudencja udała się w podróż do Brazylii na wizytację sióstr ze swojego zgromadzenia. Tuż przed powrotem nagle zachorowała. Zmarła 8 maja 1910 w São Paulo i tam została pochowana.